# Ameni (vezír)
Ameni ókori egyiptomi vezír volt a XII. dinasztia idején, II. Amenemhat uralkodása alatt (i. e. 1900 körül). II. Amenemhat évkönyveiben említik, egy kőtöredéken, melyet Flinders Petrie talált 1908-ban Memphiszben, és a vezír egy szobrát említi, amelyet az uralkodó halotti templomában állítottak fel. Ameni címei: „a város elöljárója”, „vezír” és zab (ez egy hivatalnoki cím volt).
II. Amenemhat vezírjeinek sorrendje nem pontosan ismert. A nyolcadik uralkodási évben egy bizonyos Szenuszert volt a vezír, Ameni talán őt követte.
Ameni nevét egy áldozati asztal is említi, de nem biztos, hogy ugyanarról a személyről van szó, mert a név igen gyakori volt a középbirodalom idején.

## Fordítás
- Ez a szócikk részben vagy egészben  az   Ameny (Wesir) című német Wikipédia-szócikk ezen változatának fordításán alapul.  Az eredeti cikk szerkesztőit annak laptörténete sorolja fel. Ez a jelzés csupán a megfogalmazás eredetét és a szerzői jogokat jelzi, nem szolgál a cikkben szereplő információk forrásmegjelöléseként.
- Ez a szócikk részben vagy egészben  az   Ameny (vizier) című angol Wikipédia-szócikk ezen változatának fordításán alapul.  Az eredeti cikk szerkesztőit annak laptörténete sorolja fel. Ez a jelzés csupán a megfogalmazás eredetét és a szerzői jogokat jelzi, nem szolgál a cikkben szereplő információk forrásmegjelöléseként.